# Chovd

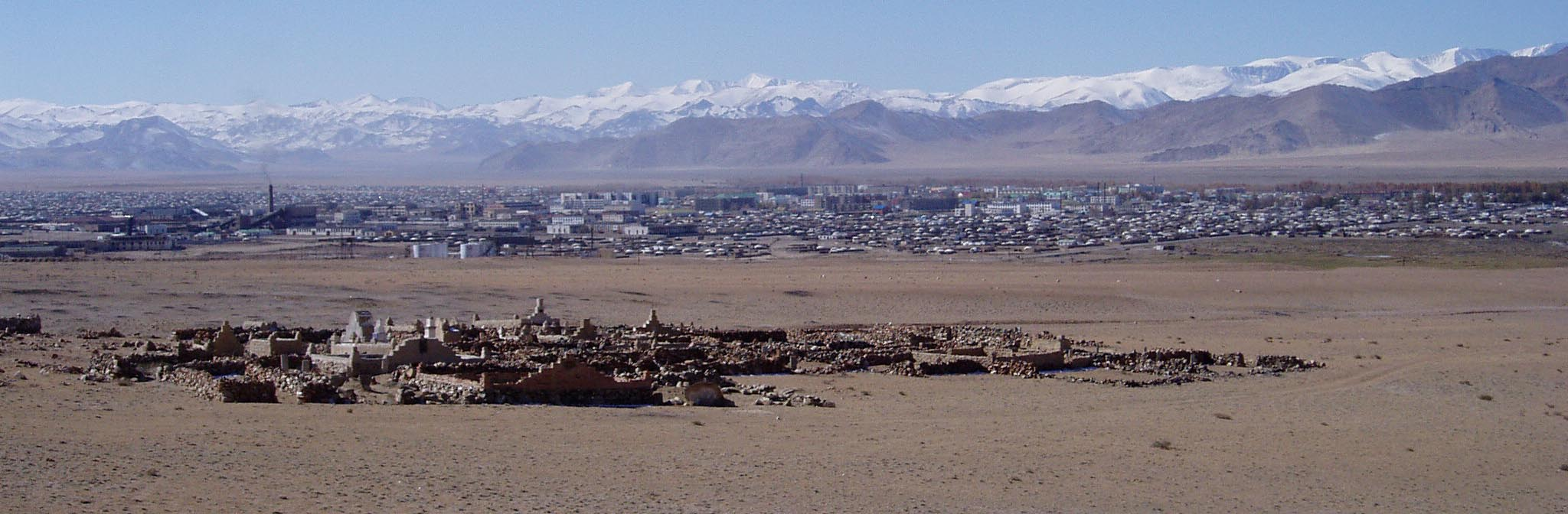
Pohled na Chovd

Chovd (mongolsky Ховд) je město v Mongolsku a hlavní město stejnojmenného ajmagu. Leží na úpatí Mongolského Altaje na řece Bujant. V roce 2006 žilo v Chovdu 30 500 obyvatel.